# Triplectides nigripennis
Triplectides nigripennis är en nattsländeart som beskrevs av Martin E. Mosely 1936. Triplectides nigripennis ingår i släktet Triplectides och familjen långhornssländor. Inga underarter finns listade i Catalogue of Life.